# Рони сюр Сен
Ронѝ сюр Сен (на френски: Rosny-sur-Seine, [ʁonisyʁsɛn]) е град в северна Франция, част от департамента Ивлин на регион Ил дьо Франс. Населението му е около 6 400 души (2017).
Разположен е на 30 метра надморска височина в Парижкия басейн, на левия бряг на река Сена и на 54 километра северозападно от центъра на Париж. Селището съществува от Античността, а от 1070 година е център на феодално владение, като по-късно замъкът му е притежаван от рода Бетюн. Днес то е център на малка агломерация, включваща още предградията Бенкур, Бониер сюр Сен, Гайон сюр Монсиен, Лож ан Жоза, Мерикур, Мусо сюр Сен и Ролбоаз.

## Известни личности
Родени в Рони сюр Сен
- Максимилиен дьо Бетюн (1560 – 1641), генерал и политик